# Mykoła Rybaczuk
Mykoła Rybaczuk, ukr. Микола Рибачук, pl. Mikołaj Rybaczuk (ur. 24 listopada?/6 grudnia 1890 w Kijowie, zm. 19 września 1966) – rosyjski, a następnie ukraiński wojskowy (podpułkownik), major kontraktowy piechoty Wojska Polskiego, pracownik Ukraińskiego Komitetu Centralnego podczas II wojny światowej, emigracyjny duchowny prawosławny.

## Życiorys
Studiował prawo na uniwersytecie w Sankt Petersburgu, ale ukończył ostatecznie miejscową szkołę wojskową. Brał udział w I wojnie światowej. Dwukrotnie był ranny. Od początku 1917 w stopniu kapitana był komendantem szkoły podoficerskiej zapasowych pułków gwardyjskich w Piotrogradzie. Wkrótce sformował w mieście kureń złożony z Ukraińców, który w grudniu 1917 został podporządkowany zukrainizowanemu 10 Korpusowi Armijnemu. Od wiosny 1918 służył w ministerstwie wojny Ukraińskiej Republiki Ludowej. Na początku sierpnia 1920 w stopniu podpułkownika pełnił funkcję szefa sztabu Głównego Zarządu Sztabu Generalnego Armii Czynnej URL. Brał udział w 2 Marszu Zimowym. Został internowany w Polsce. Od 1928 w stopniu majora służył jako oficer kontraktowy Wojska Polskiego. W marcu 1939 pozostawał w dyspozycji dowódcy 41 Pułku Piechoty w Suwałkach. W czasie kampanii wrześniowej 1939 dowodził II batalionem 3 Pułku Piechoty Grupy Grodzieńskiej. Dostał się do niewoli niemieckiej, ale został wypuszczony na wolność. 
Od 1941 pracował w Ukraińskim Komitecie Centralnym w okupowanym Krakowie. Według części źródeł od 1942 był współpracownikiem Sonderstab „R” płk. Borisa A. Smysłowskiego. W 1944 ewakuował się do Rzeszy. 
Po zakończeniu wojny zamieszkał w zachodnich Niemczech. W 1950 wyjechał do USA. W 1964 został wyświęcony na duchownego prawosławnego. Objął probostwo cerkwi Przenajświętszej Bogurodzicy w Clifton.